# 奥ノ矢佳奈
奥ノ矢 佳奈（おくのや かな、1995年10月13日 - ）は、日本の女優、タレントである。
千葉県出身。身長155cm。number2所属。

## 略歴
- 2004年、任天堂・ニンテンドー ゲームキューブ『マリオパーティ6』のCMでデビュー。
- 2005年に劇団東京スウィカ「ひねもすの煙」で初舞台を踏む。
- 2007年夏に公演されたミュージカル『ココ・スマイル5〜明日へのロックンロール〜』ではオーディションで主役を射止めた。

## 出演

### 映画
- 嫌われ松子の一生（2006年） - 松子（幼少） 役

### テレビドラマ
- 考えるヒト（2005年、フジテレビ）
- ちびまる子ちゃん（2006年、フジテレビ） - 城ヶ崎姫子 役
- チョコミミ（2008年、テレビ東京） - 三上あおい 役
- 先生はエライっ!（2008年、日本テレビ）- 女子生徒 役

### バラエティ
- キッザニアTV（2007年、BSフジ） - キャスター
- おはスタ（2007年度、テレビ東京） - おはキッズ

### ミュージカル・舞台
- 天国からのプレゼント（2003年） - 天使 役
- 吾輩は猫である（2004年） - 白ねこ 役
- 東京スウィカ睦月公演 ひねもすの煙（2005年） - 秋山かえで 役
- ココ・スマイル5（2007年） - 主役・ココ 役

### CM
- 任天堂 ニンテンドー ゲームキューブ『マリオパーティ6』（2004年）
- ネスレジャパン ネスカフェゴールドブレンド（2004年）
- EIDEN ファミリーコピーフェア（2005年、中部地区）
- 日本通運 ディズニーアート展（2006年）
- タカラトミー きらりん☆ミルフィーカードSTAR（2008年）

### DVD
- 奥ノ矢佳奈 10歳 いたずら描き（2006年、発売元 アムモ）
- true tears〜pure album〜（DSE）（2006年） - 井上祇園 役